# Veribubo latipennis
Veribubo latipennis är en tvåvingeart som först beskrevs av Paramonov 1927.  Veribubo latipennis ingår i släktet Veribubo och familjen svävflugor.
Artens utbredningsområde är Kazakstan. Inga underarter finns listade i Catalogue of Life.